# エマヌエル・ポガテッツ
エマヌエル・ポガテッツ（Emanuel Pogatetz, 1983年1月16日 - ）はオーストリア・グラーツ出身の元サッカー選手。元オーストリア代表選手。現サッカー指導者。現役時代のポジションはディフェンダー。

## 選手経歴

### クラブ

#### スイス、ロシア、オーストリアへのレンタル移籍
オーストリア・ブンデスリーガに属するSKシュトゥルム・グラーツの育成部門出身。しかしトップチームでのデビューはならず、17歳で当時オーストリア・ブンデスリーガ2部に属していたFCケルンテンへ移籍。17歳5か月でプロデビューを果たす。同クラブで急成長を果たし、2001年に21歳でドイツ・ブンデスリーガ1部の強豪・バイエル・レバークーゼンに移籍。UEFAチャンピオンズリーグ 2001-02で準優勝したチームのメンバーでもある。しかし選手層の厚さからブンデスリーガ1部でのプレーには至らず、スイス・スーパーリーグのFCアーラウ、オーストリア・ブンデスリーガのグラーツァーAK、ロシア・プレミアリーグのFCスパルタク・モスクワにレンタル移籍した。全てのレンタル先では主力選手として活躍し、オーストリア・ブンデスリーガ優勝やロシア・プレミアリーグ準優勝などに貢献した。
オーストリア・ブンデスリーガのグラーツァーAKでは2シーズン連続でUEFAチャンピオンズリーグの最終予選とUEFAカップ本大会に出場。2003年8月12日、UEFAチャンピオンズリーグの最終予選ではアヤックス・アムステルダム相手に弱冠20歳6か月で欧州カップ戦での初得点を記録（試合結果は1-1で引き分け）。
2004-05年シーズンでは主力のセンターバックとしてアウェーのアンフィールドでイングランド・プレミアリーグのリヴァプールFCを相手に無失点に抑え1-0で勝利。UEFAカップではグループリーグを突破し決勝トーナメントに進出。後に自らが所属することになるイングランド・プレミアリーグのミドルズブラFCに敗れ敗退した。

#### プレミアリーグ・ミドルズブラFC
レンタル先でのプレーが評価され、2005年7月1日にイングランド・プレミアリーグに属するミドルズブラFCへ守備陣の新リーダーとして5年契約で移籍。センターバックや左サイドバックでプレーし、レギュラーに定着。2007年から退団する2010年までチームキャプテンを務めた。
2005-06シーズンではUEFAカップで決勝に進出。決勝戦ではセビージャFCに敗れたものの、欧州カップでの準優勝というクラブ最大の成功を収めたチームの一員となった。
2006年1月31日、サンダーランドAFC戦でゴールを決め、オーストリア国籍の選手として1992年に創設されたイングランド・プレミアリーグで初得点者となった。
2007-08シーズンにはクラブ最優秀選手に選ばれた。2008-09シーズンも引き続きディフェンスリーダーを務めるも、チームは後半戦に失速。EFLチャンピオンシップへの降格が決まった。2009-10シーズンは怪我が多くリーグ戦での出場は13試合に留まった。
5シーズンに渡って所属したミドルズブラFCでは主に左センターバックとして156試合に出場し4得点7アシストを記録した。

#### ブンデスリーガ・ハノーファー96
2010年6月2日にドイツ・ブンデスリーガ1部に属するハノーファー96に移籍し、5年ぶりにドイツ復帰。移籍後はディフェンスリーダーとして2年連続でリーグ最多失点を喫していたDFラインの再建に尽力。チームはミルコ・スロムカ監督の下、リーグ戦でクラブの歴史上リーグ最高位となる4位に入り、UEFAヨーロッパリーグの出場権を獲得した。
2011-12シーズンも引き続き主軸としてプレーし、UEFAヨーロッパリーグではセビージャFCやクラブ・ブルッヘ、スタンダール・リエージュなどを破り準々決勝進出。アトレティコ・マドリードに敗れたことにより準決勝進出はならなかった。ドイツ・ブンデスリーガ1部では7位となり2年連続でUEFAヨーロッパリーグ出場権を獲得した。

#### ドイツ、イングランド、アメリカ、オーストリアでのプレー
2012年6月20日、違約金250万ユーロでVfLヴォルフスブルクに完全移籍。当初はナウドと共にセンターバックのレギュラーだったが、10月25日にフェリックス・マガト監督が解任されると、それ以降はシモン・ケアーにレギュラーを奪われた。
そのため半年後の2013年1月28日、ウェストハム・ユナイテッドFCにレンタル移籍し、3年半ぶりにイングランド・プレミアリーグに復帰した。
2013年7月3日、ドイツ・ブンデスリーガ1部の1.FCニュルンベルクへ移籍。
2014年9月8日、メジャーリーグサッカーのコロンバス・クルーに加入した。当初は主力の左センターバックとして19試合に出場、メジャーリーグサッカーでの準優勝を飾るものの、膝の怪我でリーグ後半戦は棒に振った。
2016年1月5日、1.FCウニオン・ベルリンに移籍。再びドイツに復帰した。
2017年5月、オーストリア・ブンデスリーガに属するLASKリンツに移籍、母国オーストリアに12年ぶりに復帰した。2018-19年シーズンではオーストリア・ブンデスリーガ1部で準優勝。19年ぶりに欧州カップの舞台に返り咲いたチームのセンターバックとしてUEFAチャンピオンズリーグ最終予選やUEFAヨーロッパリーグに出場した。
2019年12月に現役を引退した。

### 代表
2002年まではU19やU21などオーストリアの各アンダーカテゴリーの代表でプレー。2002年5月18日に開催されたドイツ代表との試合でオーストリアA代表選手としてのデビューを果たす。若くして主力に定着し、23歳になるまでに既にA代表選手として20試合に出場していた。
2006年にオーストリアサッカー協会の体制とヨーゼフ・ヒッケルスベルガー代表監督の仕事の仕方をメディアを通して批判。この批判によって、1年半に渡り代表チームに招集されなかった。
当時、チェルシーFCを率いていたジョゼ・モウリーニョ監督がメディアを通してポガテッツを代表に招集しないヒッケルスベルガー監督の判断を「ポガテッツのような毎週プレミアリーグで素晴らしい活躍を見せ、幾度と無く週間ベストイレブンに選ばれている国際レベルのセンターバックを自国の代表に招集しないなんて、よほどオーストリアはワールドクラスのセンターバックに恵まれているんだろうね！」と皮肉った。2007年になるとヒッケルスベルガー代表監督はポガテッツを再招集することを公言。2008年2月6日のドイツ代表戦で1年半ぶりの代表復帰を果たした。
2008年6月7日から6月29日にかけて、オーストリアとスイスで開催された第13回目のUEFA欧州選手権ではグループステージの3試合でフル出場。マーティン・シュトランツルとセバスティアン・プリョードルと共に3バックを形成した。
2009年3月からは代表チームの主将に任命された。
2014 FIFAワールドカップ・予選が終了するまでは主力センターバックとしてプレーしていたが、メジャーリーグサッカーのコロンバス・クルーへの移籍を理由に2014年9月以降は代表に招集されなくなった。代わって代表での左センターバックに定着したのはマルティン・ヒンターエッガーだった。

## 指導者経歴
2020年1月にオーストリア・ブンデスリーガ2部に属するFCジュニオルスOÖのテクニカルコーチに就任。
2020年7月、ドミニク・タールハンマー監督の下、オーストリア・ブンデスリーガに属する古巣LASKリンツで守備専門のコーチに就任。
2021年7月、オーストリア・ブンデスリーガ2部に属するSKNザンクト・ペルテンのコーチに就任した
。

## 個人成績

### クラブ
| クラブ                                   | シーズン                                 | リーグ                                   | リーグ戦 | リーグ戦 | カップ戦 | カップ戦 | 国際大会 | 国際大会 | その他 | その他 | 合計 | 合計 |
| クラブ                                   | シーズン                                 | リーグ                                   | 出場     | 得点     | 出場     | 得点     | 出場     | 得点     | 出場   | 得点   | 出場 | 得点 |
| ---------------------------------------- | ---------------------------------------- | ---------------------------------------- | -------- | -------- | -------- | -------- | -------- | -------- | ------ | ------ | ---- | ---- |
| FCケルンテン                             | 2000–01                                  | オーストリア・ブンデスリーガ2部          | 33       | 0        | 4        | 0        | 0        | 0        | 0      | 0      | 37   | 0    |
| FCケルンテン 通算                        | FCケルンテン 通算                        | FCケルンテン 通算                        | 33       | 0        | 4        | 0        | 0        | 0        | 0      | 0      | 37   | 0    |
| バイエル04・レバークーゼン               | 2001–02                                  | ドイツ・ブンデスリーガ                   | 0        | 0        | 1        | 0        | 0        | 0        | 0      | 0      | 1    | 0    |
| バイエル04・レバークーゼンⅡ              | 2001–02                                  | レギオナールリーガ・ノルト               | 23       | 0        | 0        | 0        | 0        | 0        | 0      | 0      | 23   | 0    |
| バイエル04・レバークーゼンⅡ              | 2002–03                                  | レギオナールリーガ・ノルト               | 3        | 0        | 0        | 0        | 0        | 0        | 0      | 0      | 3    | 0    |
| バイエル04・レバークーゼン 通算          | バイエル04・レバークーゼン 通算          | バイエル04・レバークーゼン 通算          | 0        | 0        | 1        | 0        | 0        | 0        | 0      | 0      | 1    | 0    |
| バイエル04・レバークーゼンⅡ 通算         | バイエル04・レバークーゼンⅡ 通算         | バイエル04・レバークーゼンⅡ 通算         | 26       | 0        | 0        | 0        | 0        | 0        | 0      | 0      | 26   | 0    |
| FCアーラウ                               | 2002–03                                  | スイス・スーパーリーグ                   | 20       | 3        | 0        | 0        | 0        | 0        | 0      | 0      | 20   | 3    |
| FCアーラウ 通算                          | FCアーラウ 通算                          | FCアーラウ 通算                          | 20       | 3        | 0        | 0        | 0        | 0        | 0      | 0      | 20   | 3    |
| グラーツァーAK                           | 2003–04                                  | オーストリア・ブンデスリーガ             | 31       | 1        | 3        | 1        | 6        | 1        | 0      | 0      | 40   | 3    |
| グラーツァーAK                           | 2004–05                                  | オーストリア・ブンデスリーガ             | 22       | 1        | 0        | 0        | 10       | 1        | 1      | 0      | 33   | 2    |
| グラーツァーAK 通算                      | グラーツァーAK 通算                      | グラーツァーAK 通算                      | 53       | 2        | 3        | 1        | 16       | 2        | 1      | 0      | 73   | 5    |
| FCスパルタク・モスクワ                   | 2004–05                                  | ロシア・プレミアリーグ                   | 11       | 0        | 0        | 0        | 0        | 0        | 0      | 0      | 11   | 0    |
| FCスパルタク・モスクワ 通算              | FCスパルタク・モスクワ 通算              | FCスパルタク・モスクワ 通算              | 11       | 0        | 0        | 0        | 0        | 0        | 0      | 0      | 11   | 0    |
| ミドルズブラFC                           | 2005–06                                  | プレミアリーグ                           | 24       | 1        | 6        | 0        | 9        | 0        | 0      | 0      | 39   | 1    |
| ミドルズブラFC                           | 2006–07                                  | プレミアリーグ                           | 35       | 2        | 7        | 0        | 0        | 0        | 0      | 0      | 42   | 2    |
| ミドルズブラFC                           | 2007–08                                  | プレミアリーグ                           | 24       | 0        | 5        | 0        | 0        | 0        | 0      | 0      | 29   | 0    |
| ミドルズブラFC                           | 2008–09                                  | プレミアリーグ                           | 27       | 1        | 6        | 0        | 0        | 0        | 0      | 0      | 33   | 1    |
| ミドルズブラFC                           | 2009–10                                  | チャンピオンシップ                       | 13       | 0        | 0        | 0        | 0        | 0        | 0      | 0      | 13   | 0    |
| ミドルズブラFC (プレミアリーグ) 通算     | ミドルズブラFC (プレミアリーグ) 通算     | ミドルズブラFC (プレミアリーグ) 通算     | 110      | 4        | 24       | 0        | 9        | 0        | 0      | 0      | 143  | 4    |
| ミドルズブラFC (チャンピオンシップ) 通算 | ミドルズブラFC (チャンピオンシップ) 通算 | ミドルズブラFC (チャンピオンシップ) 通算 | 13       | 0        | 0        | 0        | 0        | 0        | 0      | 0      | 13   | 0    |
| ハノーファー96                           | 2010-11                                  | ドイツ・ブンデスリーガ                   | 28       | 0        | 1        | 0        | 0        | 0        | 0      | 0      | 29   | 0    |
| ハノーファー96                           | 2011-12                                  | ドイツ・ブンデスリーガ                   | 29       | 1        | 2        | 0        | 12       | 0        | 0      | 0      | 43   | 1    |
| ハノーファー96 通算                      | ハノーファー96 通算                      | ハノーファー96 通算                      | 57       | 1        | 3        | 0        | 12       | 0        | 0      | 0      | 72   | 1    |
| VfLヴォルフスブルク                      | 2012–13                                  | ドイツ・ブンデスリーガ                   | 8        | 0        | 1        | 0        | 0        | 0        | 0      | 0      | 9    | 0    |
| VfLヴォルフスブルク 通算                 | VfLヴォルフスブルク 通算                 | VfLヴォルフスブルク 通算                 | 8        | 0        | 1        | 0        | 0        | 0        | 0      | 0      | 9    | 0    |
| ウェストハム・ユナイテッドFC             | 2012–13                                  | プレミアリーグ                           | 6        | 0        | 0        | 0        | 0        | 0        | 0      | 0      | 6    | 0    |
| ウェストハム・ユナイテッドFC 通算        | ウェストハム・ユナイテッドFC 通算        | ウェストハム・ユナイテッドFC 通算        | 6        | 0        | 0        | 0        | 0        | 0        | 0      | 0      | 6    | 0    |
| 1.FCニュルンベルク                       | 2013–14                                  | ドイツ・ブンデスリーガ                   | 23       | 1        | 1        | 0        | 0        | 0        | 0      | 0      | 24   | 1    |
| 1.FCニュルンベルク 通算                  | 1.FCニュルンベルク 通算                  | 1.FCニュルンベルク 通算                  | 23       | 1        | 1        | 0        | 0        | 0        | 0      | 0      | 24   | 1    |
| コロンバス・クルー                       | 2014                                     | メジャーリーグサッカー                   | 2        | 0        | 0        | 0        | 0        | 0        | 0      | 0      | 2    | 0    |
| コロンバス・クルー                       | 2015                                     | メジャーリーグサッカー                   | 19       | 0        | 2        | 0        | 0        | 0        | 0      | 0      | 21   | 0    |
| コロンバス・クルー 通算                  | コロンバス・クルー 通算                  | コロンバス・クルー 通算                  | 21       | 0        | 2        | 0        | 0        | 0        | 0      | 0      | 23   | 0    |
| 1.FCウニオン・ベルリン                   | 2015–16                                  | ドイツ・ブンデスリーガ2部                | 11       | 0        | 0        | 0        | 0        | 0        | 0      | 0      | 11   | 0    |
| 1.FCウニオン・ベルリン                   | 2016–17                                  | ドイツ・ブンデスリーガ2部                | 6        | 0        | 0        | 0        | 0        | 0        | 0      | 0      | 6    | 0    |
| 1.FCウニオン・ベルリン 通算              | 1.FCウニオン・ベルリン 通算              | 1.FCウニオン・ベルリン 通算              | 17       | 0        | 0        | 0        | 0        | 0        | 0      | 0      | 17   | 0    |
| LASKリンツ                               | 2017–18                                  | オーストリア・ブンデスリーガ             | 23       | 0        | 0        | 0        | 0        | 0        | 0      | 0      | 23   | 0    |
| LASKリンツ                               | 2018–19                                  | オーストリア・ブンデスリーガ             | 19       | 0        | 1        | 0        | 3        | 0        | 0      | 0      | 23   | 0    |
| LASKリンツ                               | 2019–20                                  | オーストリア・ブンデスリーガ             | 5        | 0        | 2        | 0        | 5        | 0        | 0      | 0      | 12   | 0    |
| LASKリンツ 通算                          | LASKリンツ 通算                          | LASKリンツ 通算                          | 47       | 0        | 3        | 0        | 8        | 0        | 0      | 0      | 58   | 0    |
| 総通算                                   | 総通算                                   | 総通算                                   | 445      | 11       | 42       | 1        | 45       | 2        | 1      | 0      | 533  | 14   |

## タイトル

### クラブ
FCケルンテン
- オーストリア・ブンデスリーガ2部 優勝:1回（2000-01）
- オーストリア・カップ 優勝:1回（2000-01）

グラーツァーAK
- オーストリア・ブンデスリーガ1部 優勝:1回（2003-04）
- オーストリア・カップ 優勝:1回（2003-04）

ミドルズブラFC
- UEFAカップ 準優勝:1回（2005-06）

コロンバス・クルー
- メジャーリーグサッカー 準優勝:1回（2015）

LASKリンツ
- オーストリア・ブンデスリーガ1部 準優勝:1回（2017-18）